# Superclàssic del futbol argentí

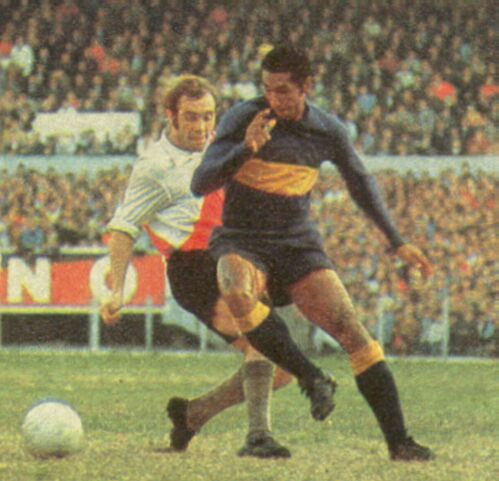
Derbi de Buenos Aires de la dècada dels 60.

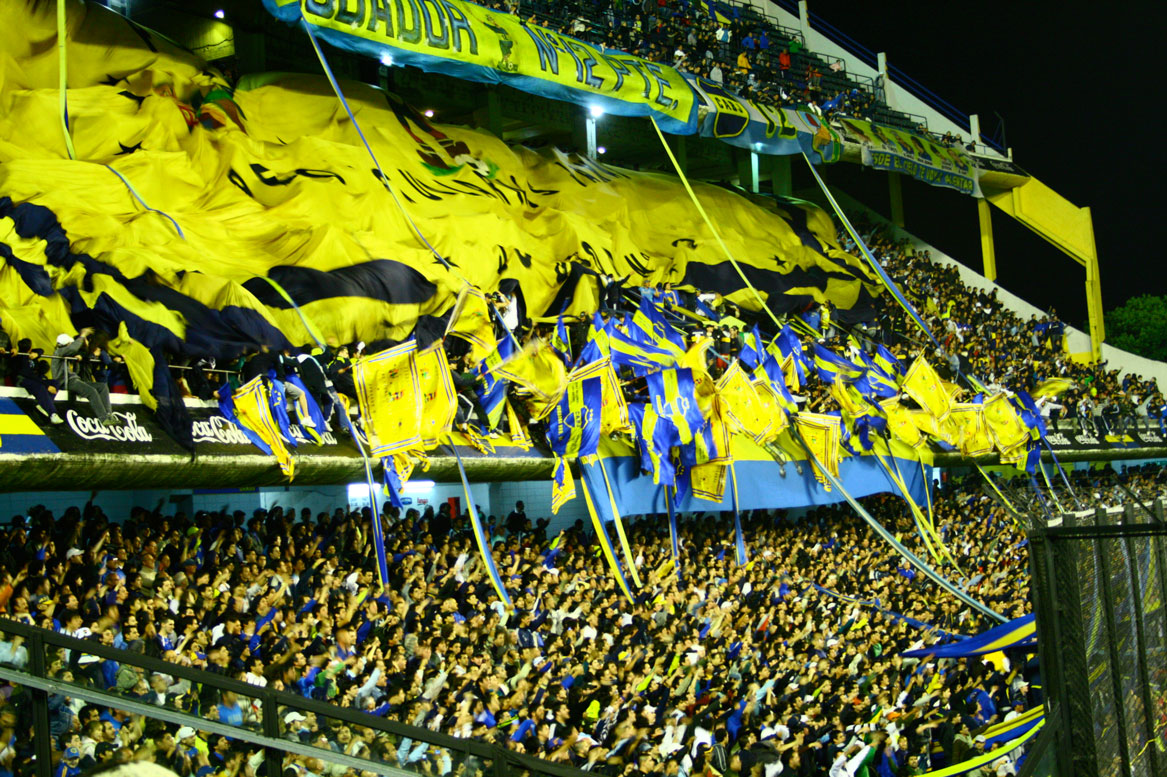

El Superclàssic del futbol argentí (conegut popularment com el Superclásico, en castellà) és un derbi de futbol entre dos equips rivals de Buenos Aires, el Boca Juniors i el River Plate, que són els dos clubs més influents i reeixits de l'Argentina.
El primer Supercàssic oficial es va disputar el 24 d'agost de 1913, quan el River es va imposar per 2 a 1 davant el Boca. Amb el transcurs del temps, s'han enfrontat en més de 350 ocasions (unes 200 de manera oficial), i actualment el Boca posseeix el lideratge en nombre de victòries per un marge ajustat. Aquest espectacle esportiu concentra l'atenció de les grans masses no només a l'Argentina, sinó en molts països del món. És reconegut per molts a causa de la passió expressada per part de les dues aficions. Segons el diari anglès The Observer, el Superclàssic es troba entre els 50 espectacles esportius que cal veure abans de morir.
Aquesta rivalitat començà a principis del segle xx, quan aquests clubs compartien el barri de la Boca. Ha sobreviscut a nombrosos capítols que han quedat en la història de l'esport argentí, tant positius com negatius.